# Биренбаум, Гита Васильевна
Гита Васильевна Биренбаум (урождённая Гуте Бадылькес, Gute Badilkaite; 3 (16) февраля 1903, Ковно —1952, Рязань) — советский психолог, стоявший у истоков советской патопсихологии.

## Биография
Родилась в Ковно в еврейской семье. Отец – Цалко-Шлиома Бадылькес, мать Берта Бадылькес (урождённая Шик). В конце 1910х или начале 1920х переехала в Германию.
Училась в Техническом университете Данцига, затем в Берлинском университете. Вместе с Блюмой Зейгарник и Тамарой Дембо работала в лаборатории под руководством Курта Левина. Её диссертационная исследование забывания намерения Das Vergessen einer Vornahme вошло в золотой фонд классики психологической мысли XX века. Несмотря на то, что Биренбаум подготовила диссертацию, опубликовала исследование и сдала соответствующие экзамены, защита не состоялась.
В 1930 году переехала в Советский Союз. Сразу после переезда жила и работала в Москве в Институте по изучению высшей нервной деятельности при Комакадемии (впоследствии в составе ВИЭМа), где она сотрудничала с Л. С. Выготским. В 1935 году защитила диссертацию на степень кандидата биологических наук. В дальнейшем работала в психиатрической больнице им. Соловьева, проводила исследования в психиатрических больницах Ульяновска и Рязани. Скончалась в 1952 году в результате несчастного случая.
Муж Гиты Биренбаум, родившийся 15 августа 1900 года в Варшаве, получил высшее образование в Германии, был членом коммунистических партий Польши, Германии, и ВКП(б), в 1930–1933 годах был заместителем начальника контроля технического сектора Наркомвнешнторгаб в 1933–1936 годах начальником технического отдела Мосэнерго. В 1936 году был арестован, осужден и расстрелян. Реабилитирован в 1989 году, через 37 лет после смерти его жены.
Результаты научной деятельности Биренбаум описаны в статье Б.В. Зейгарник:   Биренбаум внесла значительный вклад в развитие экспериментальной патопсихологии, изучая механизмы опосредования психических процессов, нарушения познавательной деятельности и восприятия. В 1935 году она исследовала факторы, препятствующие процессу опосредования, и установила связь между обобщением, отвлечением и памятью. В работах по зрительной агнозии она выявила, что основная проблема заключается в неспособности синтезировать перцептивные признаки в единое целое, и доказала, что расстройство смыслообразующей функции нарушает восприятие. Она показала, что больные шизофренией искажают процесс обобщения, заменяя решение задачи субъективным отношением к ней. В 1948 году она поставила вопрос о нарушении произвольности восприятия, который продолжил развиваться в последующих исследованиях. Совместно с Л. С. Выготским и Н. В. Самухиным она описала случаи деменции при болезни Пика, показав, что она связана с аспонтанностью больных и нарушением их мотивационной сферы. В исследованиях шизофренического мышления она описала феномен «минования сущности явлений», заключающийся в подмене выполнения задания выявлением субъективных отношений. В поздний период своей работы в Рязанской психиатрической больнице она изучала когнитивные нарушения у больных шизофренией, возникающие вследствие судорожной терапии, и установила их сходство с изменениями познавательной деятельности при органических заболеваниях.

## Публикации
- Das Vergessen einer Vornahme: isolierte seelische Systeme und dynamische Gesamtbereiche // Psychologische Forschung. Bd. 13, H. 2—3. Berlin: Springer Verlag, 1930;
- К вопросу об образовании переносных и условных значений слова при патологических изменениях мышления // Новое в учении об агнозии, апраксии и афазии. М.—Л., Институт по изучению высшей нервной деятельности, Клиническое отделени, Государственное медицинское издательство, 1934, C. 147—164.
- Самухин Н. В., Биренбаум Г. В., Выготский Л. С. К вопросу о структуре деменции при болезни Пика // Советская невропатология, психиатрия и психогигиена, 1934, т. III, вып. 6.
- Зейгарник Б. В., Биренбаум Г. В. К проблеме смыслового восприятия // Советская невропатология, психиатрия и психогигиена, т. IV, вып. 6. М., 1935.
- Биренбаум Г. В., Зейгарник Б. В. К динамическому анализу расстройств мышления // Советская невропатология, психиатрия и психогигиена, т. IV, вып. 6. М., 1935.
- Забывание намерения // Хрестоматия по психологии памяти / под ред. Ю. Б. Гиппенрейтер и В. Я. Романова. — М., 2002. — С. 453—456.